# アドヴァンスプロモーション
株式会社アドヴァンスプロモーションは、日本の芸能プロダクション。主に声優のマネージメントなどを行っている。

## 所属タレント
2021年4月現在。

### 男性
| あ行 - 浅野恭司 - 麻野恭平 - 渥美太駿 - 池田陽 - 市川和也 - 井上椋太郎 - 今西昇 - 浦野直樹 か行 - 黒川竜也 - 河本将巳 - 小木七海 さ行 - 重松諒 - 清水翼 - 鈴木伸広 | た行 - 田辺良章 - 田村将人 - 豊田純一 な行 - 中嶋健介 - 長渡直明 - 夏川秀之 ま行 - 三上和紘 - 銘苅亨太 や行 - 吉岡宗春 |

### 女性
| あ行 - 安藤智美 - 青谷浩子 か行 - 北澤ひかる - 木村咲良 - 切通実香 さ行 - 佐藤安珠 - 佐栁沙紀 - 清水成美 - 白石みゆき た行 - 高光千夏 - 竹内千笑 - 竹原名央 - 橘由希恵 - 津田由希子 | な行 - 中川壽 - 中山由紀 - 二口満利奈 は行 - 長谷川仁美 - 伴徳子 ま行 - 南あゆむ - 蓑手美沙絵 や行 - 吉沢果子 - 佳元美咲 わ行 - 渡辺陽菜 |

## かつて所属していたタレント

### 男性
- 小田純也（現所属：C&Oプロダクション）
- かぬか光明（現所属：ケンユウオフィス）
- 川端快彰（現所属：リマックス〈声預かり〉）
- 菊池康弘（現所属：アトミックモンキー）
- 喜多村大輔（現所属：演劇集団未来來代表）
- 里見圭一郎
- 鈴木佑治（フリー）
- 立花慎之介（現所属：BLACK SHIP）
- 田内裕一
- 根本明宏（現所属：宝井プロジェクト、ネクシード〈声預かり〉）
- 南田親彦
- 好川貴裄
- 渡邉太一

### 女性
- 秋共憬希（現所属：RME）
- 石井翔子
- 笹川亜矢奈
- 高村章子（設立者、在籍中に死去）
- 冨田裕美子（フリー）
- 平田由季（現所属：ブックスロープ）
- 八木かおり（現所属：ケンユウオフィス）

## 関連事務所・劇団
- ミズキ事務所
- 劇団東京ルネッサンス
- 劇団虹っ子